# Owyhee
Owyhee è un census-designated place (CDP) degli Stati Uniti, situato nella Contea di Elko nello stato del Nevada. Nel censimento del 2000 la popolazione era di 1.017 abitanti. Appartiene all'area micropolitana di Elko.

## Geografia fisica
Secondo i rilevamenti dell'United States Census Bureau, la località di Owyhee si estende su una superficie di 583,9 km², dei quali 580,9 km² sono occupati da terre, mentre 3,0 km² sono occupati da acque.

## Popolazione
Secondo il censimento del 2000, a Owyhee vivevano 1.017 persone, ed erano presenti 215 gruppi familiari. La densità di popolazione era di 1,8 ab./km². Nel territorio comunale si trovavano 371 unità edificate. Per quanto riguarda la composizione etnica degli abitanti, il 17,80% era bianco, il 3,54% era afroamericano, il 75,02% era nativo, lo 0,59% era asiatico e lo 0,10% proveniva dall'Oceano Pacifico. Lo 0,88% della popolazione apparteneva ad altre razze e il 2,06% a più di una. La popolazione di ogni razza ispanica corrispondeva al 9,05% degli abitanti.
Per quanto riguarda la suddivisione della popolazione in fasce d'età, il 40,5% era al di sotto dei 18, il 9,4% fra i 18 e i 24, il 22,8% fra i 25 e i 44, il 19,6% fra i 45 e i 64, mentre infine il 7,7% era al di sopra dei 65 anni di età. L'età media della popolazione era di 25 anni. Per ogni 100 donne residenti vivevano 138,7 maschi.